# Маунт-Джой Тауншип (округ Ланкастер, Пенсільванія)
Маунт-Джой Тауншип (англ. Mount Joy Township) — селище (англ. township) в США, в окрузі Ланкастер штату Пенсільванія. Населення — 10 721 особа (2020).

## Демографія
Згідно з переписом 2010 року, у селищі мешкали 9873 особи в 3621 домогосподарстві у складі 2810 родин. Було 3768 помешкань
Расовий склад населення:
| - 95,3 % — білих - 1,1 % — чорних або афроамериканців - 1,0 % — азіатів - 0,1 % — корінних американців - 1,0 % — осіб інших рас |

До двох чи більше рас належало 1,5 %. Частка іспаномовних становила 2,9 % від усіх жителів.
За віковим діапазоном населення розподілялося таким чином: 26,0 % — особи молодші 18 років, 62,6 % — особи у віці 18—64 років, 11,4 % — особи у віці 65 років та старші. Медіана віку мешканця становила 37,4 року. На 100 осіб жіночої статі у селищі припадало 96,3 чоловіків;  на 100 жінок у віці від 18 років та старших — 94,8 чоловіків також старших 18 років.
Середній дохід на одне домашнє господарство  становив 74 052 долари США (медіана — 63 631), а середній дохід на одну сім'ю — 82 578 доларів (медіана — 70 303). Медіана доходів становила 56 592 долари для чоловіків та 37 279 доларів для жінок. За межею бідності перебувало 12,0 % осіб, у тому числі 18,2 % дітей у віці до 18 років та 11,1 % осіб у віці 65 років та старших.
Цивільне працевлаштоване населення становило 5796 осіб. Основні галузі зайнятості: освіта, охорона здоров'я та соціальна допомога — 24,6 %, виробництво — 12,8 %, роздрібна торгівля — 10,6 %, науковці, спеціалісти, менеджери — 9,0 %.